# ロバート・アンソニー
ロバート・アンソニー（Robert Anthony、1982年6月8日 - ）は、アメリカ合衆国のプロレスラー。イリノイ州ロメオビル出身。エゴティスティコ・ファンタスティコ（Egotistico Fantastico）のリングネームで知られる。

## 来歴
2001年11月23日、プロレスラーとしてのキャリアを開始。ミスター・プロレスの愛称で知られるハーリー・レイスに師事し、トレーニングに励んだ。ルチャドーラーギミックのマスクマン、エゴティスティコ・ファンタスティコ（Egotistico Fantastico）としてROHやROHの姉妹団体であるFIP（Full Impact Pro）、CZWといったインディー団体を拠点に活動。2005年にはAAW（All American Wrestling）にてAAWヘビー級王座を、2006年には3XW（3XWrestling）にて3XWヘビー級王座を獲得するなど活躍。

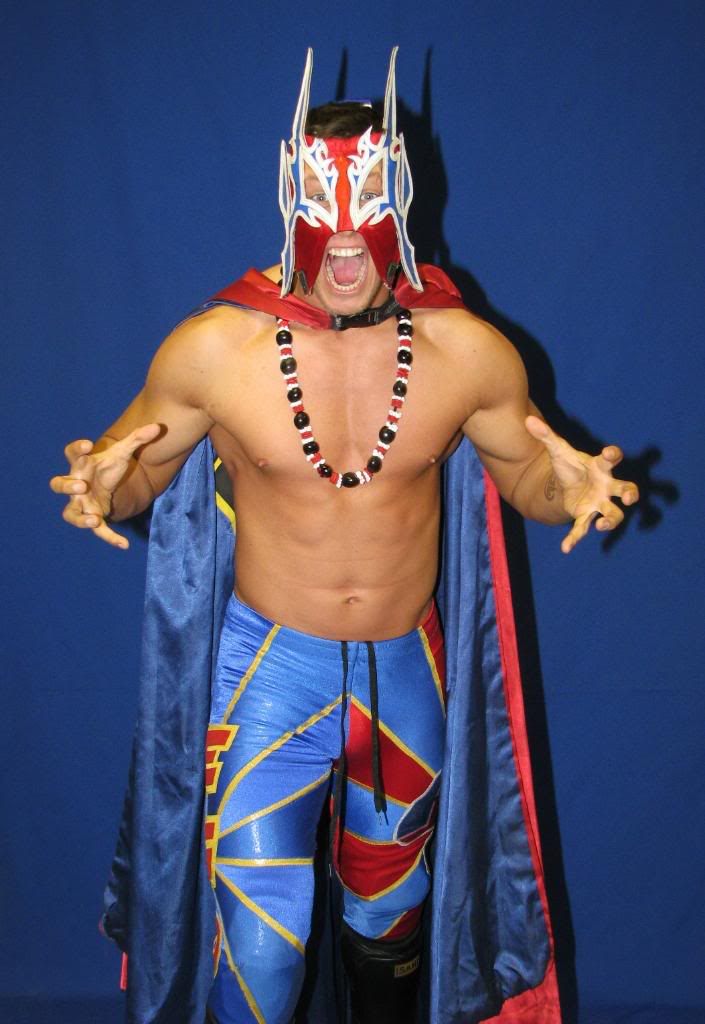
エゴティスティコ・ファンタスティコ時代

2006年、WWEとディベロップメント契約を交わし入団。傘下団体のDSWにてリングネームを本名名義にしてトレーニングを開始。ジョニー・カーティスとのタッグで活動し、2007年にはDSWがWWEとの関係を解消したために新たに旗揚げした団体であるFCWに移籍。FCWではDSWに続いてタッグマッチを専門としていたがパートナーは固定されない状態が続き、出場機会が多かったもののWWEに昇格できず、2008年2月にWWEから解雇となった。
WWE解雇後、活動の拠点をインディー団体へと移してエゴティスティコ・ファンタスティコとして再始動。IWAミッドサウスやCZWを中心として様々な団体に参戦する中、2009年3月にIWAミッドサウスのデスマッチの祭典と呼ばれるKing of the Death Matches 2009に初出場。1回戦でジミー・ジェイコブスと対戦するが敗戦し、敗退した。4月11日にはCZWにてジュニアヘビー級王座を獲得。6月にはCZWのBest Of The Best 9に出場。1回戦でドリュー・ブラッドを下し、続けてデヴォン・ムーアとシーマ・ザイオンとの3wayマッチを制し、決勝戦でサミー・キャリハンを破り、この大会の覇者の座を勝ち取ると同時に、CZWアイアンマン王座を戴冠した。この王座はこの年の7月をもって廃止されるに至ったことから、結果としてこの王座の最終保持者としてその名を刻むこととなった。
2010年にはヘビー級へと転向し、ジョン・モクスリーやニック・ゲージとCZW世界ヘビー級王座を巡って抗争を展開し、同年10月より再びマスクを脱いでリングネームを本名名義に変更。12月11日にCZW世界ヘビー級王座の挑戦権を賭けたキャリハンとの対決を制し、2011年2月12日にモクスリーと王座戦を行い勝利。念願のCZW世界ヘビー級王座を奪取した。
2012年、活動の拠点をRPW（Resistance Pro Wrestling）へと変更。11月30日にRPWヘビー級王座を保持するジェイ・ブラッドリーに勝利してRPWヘビー級王座を奪取。防衛戦ではマット・ハーディーやボビー・ラシュリーといった元WWEの名レスラーたちを相手にベルトを死守した。

## 得意技
スプリングボートDDT
タコ・ピッツァ
インディアン・デスロックの体勢からフラップジャックへと移行する。
タコ・ベンダー
クレイドル・パイルドライバー
ホイールバロー

## タイトル歴
CZW
- CZW世界ヘビー級王座 : 1回
- CZW世界ジュニアヘビー級王座 : 1回
- CZWアイアンマン王座 : 1回
- Best of the Best 優勝 : 1回（2009年）

RPW
- RPWヘビー級王座 : 1回

他、アメリカのインディー団体を中心にタイトルを獲得。